# Brian Hamalainen
Brian Tømming Hamalainen (* 29. Mai 1989 in Lillerød) ist ein dänischer Fußballspieler.

## Karriere

### Verein
Hamalainen spielte ab dem Jahr 1994 für Allerød FK/Lillerød IF. 2003 wechselte er in die Jugendabteilung von Lyngby BK. Am sechsten Spieltag der Saison 2007/08 absolvierte er bei 1:6-Niederlage gegen Esbjerg fB sein erstes Ligaspiel, als er in der 82. Minute für Andreas Bjelland eingewechselt wurde. Im Mai 2009 absolvierte er ein Probetraining beim französischen Verein OSC Lille, entschied sich aber gegen einen Wechsel nach Frankreich.
Im Juli 2011 ging Hamalainen in die belgische Pro League zum SV Zulte Waregem. Mit der Mannschaft qualifizierte sich Hamalainen nach einem Tor in 28 Einsätzen und dem 13. Platz im regulären Spielbetrieb für die Playoffs II und kam dort zu sechs Einsätzen und einem weiteren Tor. In den Playoffs belegte der SV Zulte Waregem den vierten Platz. In der Saison 2012/13 kam Hamalainen noch zu fünf Einsätzen für den Verein.
Im August 2012 wechselte er zum KRC Genk. Er spielte in der Saison 2012/13 in vier Partien in der UEFA Europa League, aus der der KRC Genk im Sechzehntelfinale gegen den VfB Stuttgart ausschied, und in zehn Partien im regulären Punktspielbetrieb, in dem sein Verein den dritten Platz belegte. Durch diese Platzierung nahmen sie an den Meisterschafts-Play-offs teil und wurden Fünfter. Dort kam Hamalainen in vier Partien zum Einsatz. Im gewonnenen belgischen Pokalwettbewerb spielte er dreimal. In der neuen Saison spielte Hamalainen in zwei Partien im belgischen Pokal und schied mit dem KRC Genk im Viertelfinale aus, während in der UEFA Europa League im Sechzehntelfinal Endstation war. Hierbei spielte er in nur einer Partie. Im regulären Punktspielbetrieb kam er zu sieben Einsätzen und belegte mit den Genkern den sechsten Tabellenplatz und in den Meisterschafts-Play-offs spielte Hamalainen in vier Partien und belegte erneut den sechsten Platz. In der Saison 2014/15 spielte Hamalainen nur in einer Partie im Punktspielbetrieb.
Im Sommer 2015 kehrte Hamalainen zum SV Zulte Waregem zurück. Drei Einsätzen im belgischen Pokalwettbewerb, aus dem der Verein gegen Standard Lüttich ausschied, folgten 13 Einsätze im regulären Punktspielbetrieb, in dem der SV Zulte Waregem den fünften Tabellenplatz belegte. In der Meisterschaftsrunde spielte er dreimal und belegte mit seinem Verein den dritten Tabellenplatz. In den Entscheidungsspielen setzte sich der SV Zulte Waregem gegen RSC Charleroi durch; Hamalainen spielte im Rückspiel. In der Saison 2016/17 spielte er in 26 Partien, in denen ihm ein Tor gelang, und qualifizierte sich als Dritter der regulären Spielbetriebs für die Meisterschafts-Play-offs, in denen der SV Zulte Waregem den sechsten Platz belegte. Dabei kam er zu neun Einsätzen und einem Tor. Im belgischen Pokal kam er zu vier Einsätzen und einem Tor. Am Ende der Saison gewann der SV Zulte Waregem den Pokalwettbewerb.

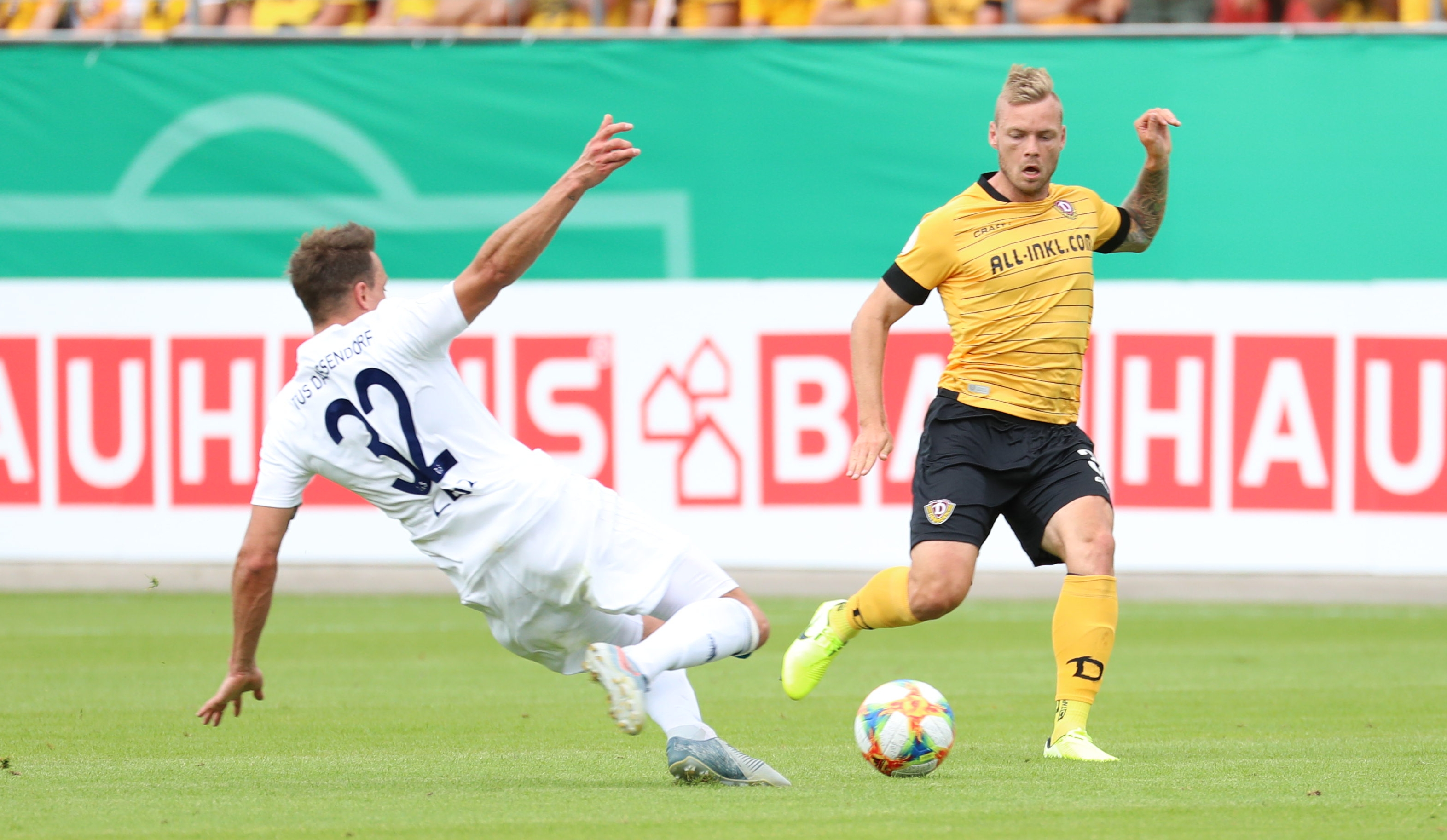
Brian Hamalainen im Trikot von Dynamo Dresden (2019)

Im Sommer 2018 wechselte Hamalainen nach Deutschland zum Zweitligisten Dynamo Dresden. Nach Ablauf seines Zweijahresvertrags wechselte er zurück nach Dänemark zu Lyngby BK.

### Nationalmannschaft
Hamalainen bestritt von 2005 bis 2007 insgesamt 22 Spiele für die dänische U16-, U17-, U18- und U19-Nationalmannschaft. Am 10. Februar 2009 absolvierte er gegen Malta sein erstes U-21-Länderspiel und erzielte hierbei den 1:0-Siegtreffer. Für die U-21-Nationalmannschaft lief Hamalainen zehnmal auf, seine letzte Partie bestritt er am 8. Februar 2011 bei einer 1:2-Niederlage gegen Spanien.
Der Fußballtrainer Hans Backe zeigte im Jahre 2016 wegen Hamalainens finnischer Vorfahren Interesse, diesen für die von ihm trainierte finnische A-Nationalmannschaft zu gewinnen.

## Erfolge
- KRC Genk
  - Belgischer Pokalsieger: 2013